# Beriev Be-1
Il Beriev Be-1  («Гидролёт») (in cirillico Бериева Бе-1) era un ekranoplano progettato dall'italo-sovietico Roberto Oros di Bartini e sviluppato in collaborazione con l'OKB 49 diretto da Georgij Michailovič Beriev in Unione Sovietica negli anni sessanta.

## Storia

### Sviluppo
Nel 1956 Bartini ideò un nuovo progetto che presentò successivamente all'attenzione di Georgij Michailovič Beriev, l'allora direttore dell'ufficio di progettazione (OKB) 49  specializzato nella progettazione di idrovolanti, un piccolo ekranoplano. Il Be-1 divenne il primo prototipo sperimentale, usato per apprendere la stabilità e il controllo delle ali.
Il Be-1 figura due galleggianti con ali molto basse aspect radio tra loro piccoli pannelli alari che si estendono dai galleggianti. Degli idroscafi sono montati nella parte inferiore dei galleggianti. L'aereo era alimentato da un singolo motore a turbogetto Tumansky RU-19, montato dietro l'ala. Il Be-1 era inoltre equipaggiato con un carrello d'atterraggio. L'aereo operativo tra il 1961 e il 1964. Il primo volo da una pista acquatica avvenne nel 1964.